# Municipio de La Paz (Baja California Sur)
La Paz, oficialmente llamado Municipio Libre de La Paz, es uno de los 5 municipios del estado mexicano de Baja California Sur. Su cabecera municipal es La Paz, que es a la vez la capital del estado.

## Geografía
El municipio se encuentra situado en la zona sur del estado y por consiguiente la Península de Baja California, tiene una extensión territorial total de 20.274,98 kilómetros cuadrados que representan el 27,51% de la extensión total de Baja California Sur; es además el segundo municipio más extenso del estado, tras el de Mulegé y el cuarto más extenso de México, tras los de Ensenada, Baja California; Mulegé y Ocampo, Coahuila.
Al municipio pertenecen entre otras varias, las islas de San José, Partida, Espíritu Santo y Jacques Cousteau o Cerralvo en el Golfo de California, y la zona sur de la Isla Santa Margarita en el Océano Pacífico.

### Límites municipales
Tiene límites administrativos con los siguientes municipios y/o accidentes geográficos, según su ubicación:
| Noroeste: Comondú      | Norte: Comondú, Golfo de California |                           |
| Oeste: Océano Pacífico |                                     | Este: Golfo de California |
|                        | Sur: Océano Pacífico                | Sureste: Los Cabos        |

### Orografía e hidrografía
Las principales elevaciones del municipio de la Paz se encuentran en la serranía que como columna vertebral recorre toda la Península de Baja California y que en Baja California Sur recibe el nombre local de Sierra de la Giganta, esta serranía penetra desde el noroeste proveniente del municipio de Comondú y continúa a lo largo de todo el territorio, sin embargo, en La Paz dicha serranía pierde gran parte de su altitud, llegando a alcanzar únicamente 250 metros sobre el nivel del mar, al sureste del territorio se encuentra otra serie de elevaciones que se denominan Sierra de La Pintada y Sierra de La Laguna; en el municipio se encuentra la mayor elevación del estado que es la Sierra de La Laguna que alcanza 2.080 metros sobre el nivel del mar, además del Cerro el Puerto, ubicado al sureste de la cabecera municipal y el Cerro el Mechudo, al noroeste del municipio.
Hidrológicamente el territorio es complejo, debido a la escasez de precipitaciones que originan que solo existan corrientes menores casi siempre estacionales, y su conformación topográfica, que hace que dichas corrientes desciendan de la serranía central divididas en las vertientes del océano Pacífico y del golfo de California y que tras cortos recorridos desagüen en el mar; esto tiene como consecuencia que al presentarse lluvias fuertes casi siempre causadas por huracanes, dichas corrientes son conviertan en torrentes que arrasan con cuanto se encuentra en su cauce, cortando caminos y carreteras; entre los arroyos más extensos se encuentran El Salado o Santa Rita, La Presa, Los Algodones, Las Liebres y Las Pocitas-La Soledad, todos ellos ubicados al norte del territorio; Como se mencionó anteriormente, la Sierra de la Giganta y la Sierra de la Laguna que recorren longitudinalmente al territorio lo dividen en dos vertientes que constituyen dos regiones hidrológicas, hacia el este, al Golfo de California la Región hidrológica Baja California Sur-este (La Paz) y al oeste al Océano Pacífico la Región hidrológica Baja California Sur-oeste (Magdalena), ambas se dividen en cuencas, que son: en la región Baja California suroeste el extremo norte lo forma la Cuenca Arroyo Venancio - Arroyo Salado y el sur la Cuenca Arroyo Caracol - Arroyo Candelaria, en la región Baja California sureste la mitad norte la constituye la Cuenca Isla Coronados - Bahía La Paz y la mitad sur la Cuenca La Paz - Cabo San Lucas.

### Fisiografía
El municipio está conformado por tres ecorregiones:
- Llanos de la Magdalena (49.80%)

- Sierra de la Giganta (24.62%)

- Del Golfo (22.84%)

La ecorregión Planicies de Magdalena ocupa las tierras bajas de suaves pendientes y el drenaje Pacífico del Corredor de La Giganta, extendiéndose desde la Bahía de San Juanico (26°15′ N) en el norte hasta la ciudad de Todos Santos en el sur. Topográficamente, contiene dos secciones bien diferenciadas: una porción oriental compuesta por las colinas y mesas volcánicas a lo largo de los piedemonte de las Sierras de Guadalupe y La Giganta, y una occidental de extensas llanuras arenosas de escasa elevación que bordean el océano Pacífico. La proximidad a los matorrales secos tropicales que cubren la punta sur de la península es evidente en esta región. La densidad de suculentas en roseta es menor, y los árboles del desierto coexisten con cactus columnares gigantes. Los torotes (Bursera filicifolia, B. hindsiana, y B. microphylla), mezquite (Prosopis glandulosa), palo de Adán (Fouquieria diguetii), paloverde (Parkinsonia florida), ciruelo (Cyrtocarpa edulis), y palo blanco (Lysiloma candidum) forman densos matorrales en algunos de los arroyos. Los cactus gigantes como el cardón (Pachycereus pringlei), pitahaya agria (Stenocereus gummosus), senita (Lophocereus schottii), y chollas (Cylindropuntia spp.) son comunes en las extensas llanuras. Una de las plantas más características de esta región es la chirinola (Stenocereus gummosus), un cactus columnar endémico de las planicies costeras de los Llanos de Yrais, que sorprendentemente crece de manera rastrera. González- Abraham, Charlotte et al. (2010, p. 79).
La ecorregión del Golfo es una estrecha banda que se extiende por aproximadamente 800 km a lo largo de la costa del Golfo de California, desde Bahía de los Ángeles hasta la Bahía de La Paz. El paisaje de esta región se caracteriza por colinas desnudas, arroyos bordados por cantos rodados y depósitos de arena. La elevación oscila entre 200 y 300 metros. La vegetación es dominada por plantas con troncos gigantes y carnosos, incluyendo al copalquín (Pachycormus discolor) con su corteza anaranjada, torote (Bursera microphylla), copal (B. hindsiana), lomboy (Jatropha cinerea), matacora (J. cuneata), palo blanco (Lysiloma candidum), cardón (Pachycereus pringlei), palo de Adán (Fouquieria diguetii), junto con numerosas especies de chollas (Opuntia bigelovii, O. cholla, O. ramosissima y O. tesajo). En las lagunas y humedales costeros se encuentran los manglares más septentrionales con mangle rojo (Rhizophora mangle), mangle negro (Avicennia germinans) y mangle blanco (Laguncularia racemosa). González-Abraham, Charlotte et al. (2010, p. 78).
La ecorregión Sierra de la Giganta se extiende desde el piedemonte sur del Cerro del Mechudo (24°47′ N) hasta el Volcán de las Tres Vírgenes (27°30′ N), e incluye todas las áreas montañosas de la Giganta y Guadalupe por encima de 200 m aproximadamente. Estas sierras forman la columna geológica de la mitad sur de Baja California. La línea de cumbres, con un máximo de altitud de 2,088 m y picos frecuentemente por encima de 800 metros, y próxima al Golfo de California, desciende hacia éste de manera escarpada y abrupta. Las pendientes de la vertiente occidental son más suaves y finalmente drenan en las planicies costeras del Pacífico. Torrentes ocasionales pueden arramblar por los cañones de las montañas tras el paso de los huracanes y pueden cambiar dramáticamente el paisaje en cañones y arroyos.
En el lado oeste, la topografía más suave mantiene múltiples manantiales y aguajes que alimentan a los Oasis. Las temperaturas mensual promedio varían entre 19 y 22 °C. La precipitación tiene lugar principalmente a finales del verano. La vegetación de esta ecorregión es dominada por gran variedad de leguminosas leñosas como palo fierro (Prosopis palmeri), mezquite dulce (P. glandulosa), palo blanco (Lysiloma candidum), mauto (L. divaricatum), palo fierro (Ebenopsis confinis), vinorama (Acacia brandegeeana), palo chino (A. peninsularis), ojasén (Senna polyantha), y paloverde (Parkinsonia microphylla). Los cactus columnares están pobremente representados, pero la pitahaya dulce (Stenocereus thurberi), Mammillaria spp. y Opuntia spp. son especies comunes. Oasis lineares son característicos de algunos cañones y arroyos, con presencia de palma de abanico (Washingtonia robusta) y palma de taco (Brahea brandegeei). González-Abraham, Charlotte et al. (2010, p. 78).
Los sistemas topoformas del municipio tiene la siguiente composición:
- Lomerío tendido con bajadas(26.90%),

- Sierra alta compleja con mesetas (22.75%),

- Sierra alta(11.99%),

- Llanura desértica con piso rocoso cementado (9.90%),

- Llanura aluvial (5.19%),

- Llanura aluvial con dunas (4.74%),

- Bajada típica (2.68%),

- Llanura aluvial con piso rocoso o cementado (2.14%),

- Lomerío escarpado con cañadas(1.93%),

- Sierra baja (2.96%),

- Sierra baja de laderas tendidas(1.44%),

- Meseta compleja(1.44%),

- Llanura aluvial costera inundable (1.18%),

- Llanura aluvial de piso rocoso cementado(0.48%),

- Sierra alta de cumbres tendidas (0.45%),

- Bajada típica con lomeríos (0.41%),

- Bajada con Lomerío (0.36%),

- Valle abierto (0.20%) y

- Playa o barra (0.12%).

### Clima y ecosistemas
El clima que se registra en el municipio de La Paz se caracteriza por su escasa precipitación pluvial y está determinado por la topografía de la región, siendo más seco y caliente en el norte y se templa en medida que se avanza hacia las zonas más elevadas del sur; la costa del océano Pacífico así como la Sierra de la Giganta tiene un clima clasificado como Muy seco semicálido, la zona de transición entre ambas, la costa del Golfo de California así como la costa sureste del Océano Pacífico tiene un clima Muy seco muy cálido y cálido, acercándose a las elevaciones del sureste encontramos primero una amplia zona con clima Seco semicálido y continuando en zonas concéntricas a clima Semiseco semicálido y finalizando con clima Templado subhúmedo con lluvias en verano en el punto de mayor elevación; la temperatura promedio anual sigue exactamente el mismo patrón, siendo superior a los 22 °C en las zonas central y costera del Golfo de California, de entre 20 y 22 °C en la costa del Océano Pacífico, y en las zonas elevadas del sureste de 16 a 20 °C e inferiores a 16 °C en la zona más elevada; la precipitación promedio anual en la costa noroeste es inferior a los 100 mm, se eleva en forma sucesiva hacia la serranía central desde las costa formando franjas de 100 a 200 mm, 200 a 300 mm y 300 a 400 mm y subiendo hacia las elevaciones de la Sierra de La Laguna en zonas concéntricas de 400 a 500 mm, 500 a 600 mm y superior a 600 mm.
La enorme mayoría del territorio municipal se encuentra cubierto por matorral, con excepción hecha en el sureste donde se puede encontrar debido a la altitud con una zona de selva y luego una de bosque, existen además pequeñas zonas dedicadas a la agricultura; entre las principales especies vegetales de la zona de matorral destacan las cactáceas como los cardones, la yuca, la biznaga, la choya, la pitahaya, el palo de Adán, el garambullo, la gobernadora y la jojoba; en la zona clasificada como selva baja se encuentra especies como el torote, el lomboy, el palo verde y el palo blanco y por último en la zona de bosque se encuentra principalmente pino y encino. Entre las principales especies animales que habitan en el municipio están codorniz, paloma huilota, liebre, conejo, coyote y zorra, así como mapache, cacomixtle y gato montés y en las zonas más elevadas el zorrillo, el venado y el puma.

### Áreas naturales protegidas
El Parque Nacional Archipiélago de Espíritu Santo (PNAES) fue decretado el 10 de mayo de 2007. La zona marina protegida consta de 587 kilómetros cuadrados, e incluye dos poligonales. La primera, alrededor de las islas Espíritu Santo y La Partida tiene una superficie de 577.5 kilómetros cuadrados. La segunda poligonal, que se encuentra sobre El Bajo de Espíritu Santo, tiene una superficie de 9.09 kilómetros cuadrados. El PNAES ofrece servicios ambientales entre los cuales destaca el de provisión de servicios recreativos, debido a que su aislamiento, paisajes, biodiversidad terrestre y marina, así como los contrastes entre el mar y desierto han dado origen a ecoturismo. En cuanto a biodiversidad terrestre, existen más de 200 especies de plantas vasculares, 53 de éstas, endémicas a otras islas y a la región. De igual forma, hay más de 70 especies de fauna insular, en grupos tales como anfibios, reptiles, aves y mamíferos, entre los que destacan endemismos notables como el del juancito, el babisuri, la liebre negra y la serpiente arenera. Mientras que la biodiversidad marina está compuesta por más de 50 especies de aves acuáticas que descansan o anidan en el archipiélago y por lo menos, 15 especies de mamíferos marinos. Una de estas especies, es el lobo marino de California, que presenta una colonia reproductiva de aproximadamente 300 individuos en Los Islotes, al norte del archipiélago. (CONANP, 2015).
El Área de protección de flora y fauna Balandra fue decretada el 30 de noviembre de 2012. Balandra es un humedal de importancia ecológica debido a que cuenta con sistemas de manglares con tres especies: mangle rojo (Rhizophora mangle), mangle blanco (Laguncularia racemosa) y en la parte más alejada de la laguna, el mangle negro (Avicennia germinans). En este sentido Balandra constituye un sitio único en México por sus valores biológicos, paisajísticos y sociales.

## Demografía
De acuerdo a los resultados del Conteo de Población y Vivienda de 2005 realizado por el Instituto Nacional de Estadística y Geografía, la población total del municipio de La Paz es de 219 596 personas, lo que lo hace el municipio más poblado de Baja California Sur, y de las cuales 109 828 son hombres y 109 769 son mujeres; por lo que el porcentaje de población de sexo masculino es del 50,0%, la tasa de crecimiento poblacional anual de 2000 a 2005 ha sido de 1,9%, el 25,9% de los habitantes son menores de 15 años de edad, mientras que entre esa edad y los 64 años se encuentra el 64,2%, el 89,7% de los pobladores residen en localidades consideradas urbanas al superar los 2500 pobladores y el 1,1% de los habitantes mayores de cinco años de edad son hablantes de alguna lengua indígena.
| Evolución demográfica del municipio de La Paz | Evolución demográfica del municipio de La Paz | Evolución demográfica del municipio de La Paz | Evolución demográfica del municipio de La Paz | Evolución demográfica del municipio de La Paz | Evolución demográfica del municipio de La Paz | Evolución demográfica del municipio de La Paz |         |
| 1950                                          | 1960                                          | 1970                                          | 1980                                          | 1980                                          | 2000                                          | 2005                                          | 2015    |
| --------------------------------------------- | --------------------------------------------- | --------------------------------------------- | --------------------------------------------- | --------------------------------------------- | --------------------------------------------- | --------------------------------------------- | ------- |
| 17 513                                        | 29 149                                        | 51 521                                        | 130 427                                       | 160 970                                       | 196 907                                       | 219 596                                       | 290 288 |

### Localidades

Principales localidades.

El municipio de La Paz tiene un total de 904 localidades; las principales y su población en 2020 son las que a continuación se enlistan:
| Código INEGI      | Localidad                   | Población (2020) |
| ----------------- | --------------------------- | ---------------- |
| 030030001         | La Paz                      | 250 141          |
| 030030003         | Todos Santos                | 7 185            |
| 030030092         | El Centenario               | 6 221            |
| 030030684         | El Pescadero                | 4 245            |
| 030030108         | Chametla                    | 3 054            |
| 030030944         | Melitón Albáñez Domínguez   | 2 409            |
| 030030392         | Los Barriles                | 1 674            |
| 030031630         | El Sargento                 | 1 359            |
| 030031020         | General Juan Domínguez Cota | 1 027            |
| Otras localidades | Otras localidades           | 14 927           |
| Total municipal   | Total municipal             | 292 241          |

## Política
El gobierno le corresponde al ayuntamiento, que es electo por voto popular, universal, directo y secreto para un periodo de tres años no renovables para el periodo inmediato pero sí de forma no continua. Lo forman el presidente municipal y el cabildo integrado por un total de 19 regidores, de los cuales doce son electos por mayoría relativa y siete por el principio de representación proporcional. Todos entran a ejercer su cargo el día 30 de abril del año siguiente a la elección.

### Subdivisión administrativa
Para su régimen interior el municipio de La Paz se divide en cinco delegaciones que son: Todos Santos, Los Dolores, San Antonio, Los Barriles y Los Planes, y estos a su vez se subdividen en 51 subdelegaciones ubicadas en poblaciones menores. Los delegados y subdelegados son electos mediante plebiscito popular para en periodo de tres años y que son celebrados en el mes de junio.

### Representación legislativa
Para la elección de diputados locales al Congreso de Baja California Sur y de diputados federales a la Cámara de Diputados el municipio de La Paz se encuentra integrado en los siguientes distritos electorales:
Local:
- I Distrito Electoral Local de Baja California Sur con cabecera en la ciudad de La Paz.
- II Distrito Electoral Local de Baja California Sur con cabecera en la ciudad de La Paz.
- III Distrito Electoral Local de Baja California Sur con cabecera en la ciudad de La Paz.
- IV Distrito Electoral Local de Baja California Sur con cabecera en la ciudad de La Paz.
- V Distrito Electoral Local de Baja California Sur con cabecera en la ciudad de La Paz.
- VI Distrito Electoral Local de Baja California Sur con cabecera en la ciudad de Todos Santos.

Federal:
- I Distrito Electoral Federal de Baja California Sur con cabecera en Santa Rosalía.
- II Distrito Electoral Federal de Baja California Sur con cabecera en La Paz.

### Presidentes municipales
| Presidente municipal            | Período   | Partido político                          | Notas                                  |
| Alfonso González Ojeda          | 1972–1974 | PRI                                       |                                        |
| Jorge Santa Ana González        | 1975–1977 | PRI                                       |                                        |
| Francisco Cardoza Macías        | 1978–1980 | PRI                                       |                                        |
| Matías Amador Moyrón            | 1981–1983 | PRI                                       |                                        |
| J. Enrique V. Ortega Romero     | 1984–1986 | PRI                                       |                                        |
| José Carlos Cota Osuna          | 1987–1989 | PRI                                       |                                        |
| Antonio Wilson González         | 1990–1993 | PRI                                       |                                        |
| Adán Rufo Velarde               | 1993–1996 | PAN                                       |                                        |
| Leonel Efraín Cota Montaño      | 1996–1998 | PRI                                       |                                        |
| Ramón Donato Ojeda Carrillo     | 1998–1999 | PRI                                       | Interino                               |
| Alfredo Porras Domínguez        | 1999–2002 | PRD PT                                    | Coalición Democrática y del Trabajo    |
| Víctor Manuel Guluarte Castro   | 2002–2005 | PRD Convergencia                          |                                        |
| Víctor Manuel Castro Cosío      | 2005–2008 | PRD Convergencia                          | Coalición Democrática Sudcaliforniana  |
| Rosa Delia Cota Montaño         | 2008–2011 | PRD Convergencia PT                       | Coalición por el Bien de Sudcalifornia |
| Esthela de Jesús Ponce Beltrán  | 2011–2014 | PRI PVEM                                  | Coalición "Unidos por BCS"             |
| Francisco Javier Monroy Sánchez | 2014–2015 | PRI PVEM                                  | Coalición "Unidos por BCS". Interino   |
| Armando Martínez Vega           | 2015–2018 | PAN Partido de Renovación Sudcaliforniana |                                        |
| Rubén Gregorio Muñoz Álvarez    | 2018–2021 | Morena PES                                |                                        |
| Milena Paola Quiroga Romero     | 2021–2024 | Morena                                    |                                        |
| Milena Paola Quiroga Romero     | 2024–     | Morena                                    | Fue reelegida                          |